# 北海道道922号立香南久保内線
北海道道922号立香南久保内線（ほっかいどうどう922ごう たつかみなみくぼないせん）は、北海道有珠郡壮瞥町内を結ぶ一般道道（北海道道）である。

## 概要
全区間に渡り、長流川を挟んで国道453号と並行する。

### 路線データ
- 起点：北海道有珠郡壮瞥町字立香（北海道道519号滝之町伊達線交点）
- 終点：北海道有珠郡壮瞥町字南久保内（北海道道2号洞爺湖登別線交点）
- 総延長：5.458 km
- 実延長：5.438 km
- 重用延長：0.020 km

### 道路管理者
- 胆振総合振興局 室蘭建設管理部 洞爺出張所

## 歴史
- 1977年（昭和52年）3月31日 路線認定[1]。

## 地理

### 通過する自治体
- 胆振総合振興局
  - 有珠郡壮瞥町

### 交差する道路
壮瞥町
- 北海道道519号滝之町伊達線 - 字立香（起点）
- 北海道道2号洞爺湖登別線 - 字南久保内（終点）

### 沿線にある施設など
壮瞥町
- 壮瞥町立久保内小学校（2019年より休校）